# Collariella
Collariella X.Wei Wang, Samson & Crous – rodzaj grzybów z typu workowców (Ascomycota). Grzyby mikroskopijne. 

## Morfologia
Na powierzchni podłoża tworzą jajowate, odwrotnie jajowate, ampułkowate lub cylindryczne askokarpy z ostiolami. Ściany owocników brązowe z wielokątną teksturą. Wierzchołki askokarpów ścięte,
zwykle z przyciemnionym pierścieniem wokół ostioli. Włoski na szczycie askokarpów bardzo zróżnicowane, proste, faliste lub spiralnie zwinięte, lub prezentujące obydwa typy. Włoski boczne proste. Worki zwykle o długości mniejszej niż 7,5 μm, sporadycznie do 10,5 μm, w  wiązkach, wrzecionowate lub maczugowate, na szypułkach, z ośmioma dwurzędowymi lub nieregularnie ułożonymi askosporami, zanikające. Dojrzałe askospory oliwkowobrązowe, szeroko cytrynkowate do czworokątnych z wierzchołkową porą rostkową. Anamorfa nie jest znana.

## Systematyka i nazewnictwo
Pozycja w klasyfikacji według Index Fungorum: Chaetomiaceae, Sordariales, Sordariomycetidae, Sordariomycetes, Pezizomycotina, Ascomycota, Fungi.
Rodzaj Collariella utworzyli w 2016 r. X.Wei Wang, Robert Archibald Samson i Pedro Willem Crous. Włączono do niego gatunki, które wcześniej zaliczane były do rodzaju Chaetomium. Do Chaetomium należało kilkaset gatunków, ale okazał się on taksonem mocno polifiletycznym. Podczas badań filogenetycznych dokonano rewizji jego taksonomii, dużą ilość gatunków przeniesiono do innych taksonów i utworzono wiele nowych rodzajów.
W 2024 r. według Index Fungorum do rodzaju Collariella należy 12 gatunków. W Polsce występuje Collariella bostrychodes (Zopf) X.Wei Wang & Samson 2016 (podana pod nazwą Chaetomium bostrychodes).